# Großer Preis von Großbritannien 1987
Der Große Preis von Großbritannien 1987 (offiziell XL Shell Oils British Grand Prix) fand am 12. Juli auf dem Silverstone Circuit in Silverstone statt und war das siebte Rennen der Formel-1-Weltmeisterschaft 1987.

## Berichte

### Hintergrund
Ein im Vergleich zum Großen Preis von Frankreich, der am Wochenende zuvor stattgefunden hatte, unverändertes Teilnehmerfeld trat zum siebten WM-Lauf des Jahres in Silverstone an.
Die Strecke war mit einer engen S-Kurve vor der Woodcote-Kurve modifiziert worden. Die Schikane, die sich zuvor innerhalb der Woodcote-Kurve befunden hatte, wurde im Gegenzug entfernt beziehungsweise in die Einfahrt zur Boxengasse integriert.

### Training
Das teaminterne Duell bei Williams, das die vorangegangenen Rennen geprägt hatte, fand auch in Großbritannien eine Fortsetzung, indem sich Nelson Piquet knapp vor Nigel Mansell die Pole-Position sicherte. Dahinter teilten sich Ayrton Senna und Alain Prost die zweite Startreihe vor den beiden Benetton-Piloten Thierry Boutsen und Teo Fabi sowie den beiden Ferrari von Michele Alboreto und Gerhard Berger.
Infolge mehrerer Regelverstöße während der Trainingseinheiten wurde Piercarlo Ghinzani von der Teilnahme am Rennen ausgeschlossen.

### Rennen
Obwohl ihm der bessere Start gelang, konnte Prost nur für wenige Meter die Führung übernehmen. Bereits in der zweiten Kurve zog Piquet wieder an ihm vorbei, dicht gefolgt von Mansell.
Bis zur drittletzten Runde führte Piquet das Rennen vor seinem britischen Teamkollegen an. Dann zog dieser, motiviert durch den Jubel und die Anfeuerungen der einheimischen Zuschauer, in der Stowe-Kurve an ihm vorbei und siegte. Die Auslaufrunde konnte er daraufhin nicht zu Ende absolvieren, da sein Kraftstoff restlos aufgebraucht war.
Senna wurde Dritter vor seinem Teamkollegen Satoru Nakajima sowie Derek Warwick und Fabi.

## Meldeliste
| Team                           | Nr. | Fahrer             | Chassis        | Motor                         | Reifen |
| ------------------------------ | --- | ------------------ | -------------- | ----------------------------- | ------ |
| Marlboro McLaren International | 01  | Alain Prost        | McLaren MP4/3  | TAG/Porsche TTE PO1 1.5 V6t   | G      |
| Marlboro McLaren International | 02  | Stefan Johansson   | McLaren MP4/3  | TAG/Porsche TTE PO1 1.5 V6t   | G      |
| Data General Team Tyrrell      | 03  | Jonathan Palmer    | Tyrrell DG016  | Ford Cosworth DFZ 3.5 V8      | G      |
| Data General Team Tyrrell      | 04  | Philippe Streiff   | Tyrrell DG016  | Ford Cosworth DFZ 3.5 V8      | G      |
| Canon Williams Honda Team      | 05  | Nigel Mansell      | Williams FW11B | Honda RA167E 1.5 V6t          | G      |
| Canon Williams Honda Team      | 06  | Nelson Piquet      | Williams FW11B | Honda RA167E 1.5 V6t          | G      |
| Motor Racing Developments      | 07  | Riccardo Patrese   | Brabham BT56   | BMW M12/13 1.5 L4t            | G      |
| Motor Racing Developments      | 08  | Andrea de Cesaris  | Brabham BT56   | BMW M12/13 1.5 L4t            | G      |
| West Zakspeed Racing           | 09  | Martin Brundle     | Zakspeed 871   | Zakspeed 1500/4 1.5 L4t       | G      |
| West Zakspeed Racing           | 10  | Christian Danner   | Zakspeed 871   | Zakspeed 1500/4 1.5 L4t       | G      |
| Camel Team Lotus Honda         | 11  | Satoru Nakajima    | Lotus 99T      | Honda RA166E 1.5 V6t          | G      |
| Camel Team Lotus Honda         | 12  | Ayrton Senna       | Lotus 99T      | Honda RA166E 1.5 V6t          | G      |
| Team El Charro AGS             | 14  | Pascal Fabre       | AGS JH22       | Ford Cosworth DFZ 3.5 V8      | G      |
| Leyton House March Racing Team | 16  | Ivan Capelli       | March 871      | Ford Cosworth DFZ 3.5 V8      | G      |
| USF&G Arrows Megatron          | 17  | Derek Warwick      | Arrows A10     | Megatron M12/13 1.5 L4t       | G      |
| USF&G Arrows Megatron          | 18  | Eddie Cheever      | Arrows A10     | Megatron M12/13 1.5 L4t       | G      |
| Benetton Formula Ltd           | 19  | Teo Fabi           | Benetton B187  | Ford Cosworth GBA 1.5 V6 t    | G      |
| Benetton Formula Ltd           | 20  | Thierry Boutsen    | Benetton B187  | Ford Cosworth GBA 1.5 V6 t    | G      |
| Osella Squadra Corse           | 21  | Alex Caffi         | Osella FA1I    | Alfa Romeo 890T 1.5 V8t       | G      |
| Minardi F1 Team                | 23  | Adrián Campos      | Minardi M187   | Motori Moderni 615-90 1.5 V6t | G      |
| Minardi F1 Team                | 24  | Alessandro Nannini | Minardi M187   | Motori Moderni 615-90 1.5 V6t | G      |
| Ligier Loto                    | 25  | René Arnoux        | Ligier JS29C   | Megatron M12/13 1.5 L4t       | G      |
| Ligier Loto                    | 26  | Piercarlo Ghinzani | Ligier JS29C   | Megatron M12/13 1.5 L4t       | G      |
| Scuderia Ferrari SpA SEFAC     | 27  | Michele Alboreto   | Ferrari F1/87  | Ferrari 033D 1.5 V6t          | G      |
| Scuderia Ferrari SpA SEFAC     | 28  | Gerhard Berger     | Ferrari F1/87  | Ferrari 033D 1.5 V6t          | G      |
| Larrousse Calmels              | 30  | Philippe Alliot    | Lola LC87      | Ford Cosworth DFZ 3.5 V8      | G      |

## Klassifikationen

### Qualifying
| Pos. | Fahrer             | Konstrukteur           | 1. Qualifikationstraining | 1. Qualifikationstraining | 2. Qualifikationstraining | 2. Qualifikationstraining | Start |
| Pos. | Fahrer             | Konstrukteur           | Zeit                      | Ø-Geschwindigkeit         | Zeit                      | Ø-Geschwindigkeit         | Start |
| ---- | ------------------ | ---------------------- | ------------------------- | ------------------------- | ------------------------- | ------------------------- | ----- |
| 01   | Nelson Piquet      | Williams-Honda         | 1:07,596                  | 254,465 km/h              | 1:07,110                  | 256,308 km/h              | 01    |
| 02   | Nigel Mansell      | Williams-Honda         | 1:07,725                  | 253,980 km/h              | 1:07,180                  | 256,040 km/h              | 02    |
| 03   | Ayrton Senna       | Lotus-Honda            | 1:09,255                  | 248,369 km/h              | 1:08,181                  | 252,281 km/h              | 03    |
| 04   | Alain Prost        | McLaren-TAG-Porsche    | 1:08,577                  | 250,825 km/h              | 1:09,492                  | 247,522 km/h              | 04    |
| 05   | Thierry Boutsen    | Benetton-Ford          | 1:09,724                  | 246,698 km/h              | 1:08,972                  | 249,388 km/h              | 05    |
| 06   | Teo Fabi           | Benetton-Ford          | 1:10,264                  | 244,802 km/h              | 1:09,246                  | 248,401 km/h              | 06    |
| 07   | Michele Alboreto   | Ferrari                | 1:10,441                  | 244,187 km/h              | 1:09,274                  | 248,301 km/h              | 07    |
| 08   | Gerhard Berger     | Ferrari                | 1:10,328                  | 244,580 km/h              | 1:09,408                  | 247,822 km/h              | 08    |
| 09   | Andrea de Cesaris  | Brabham-BMW            | 1:10,787                  | 242,994 km/h              | 1:09,475                  | 247,583 km/h              | 09    |
| 10   | Stefan Johansson   | McLaren-TAG-Porsche    | 1:10,242                  | 244,879 km/h              | 1:09,541                  | 247,348 km/h              | 10    |
| 11   | Riccardo Patrese   | Brabham-BMW            | 1:10,012                  | 245,684 km/h              | 1:10,020                  | 245,656 km/h              | 11    |
| 12   | Satoru Nakajima    | Lotus-Honda            | 1:10,619                  | 243,572 km/h              | 1:10,998                  | 242,272 km/h              | 12    |
| 13   | Derek Warwick      | Arrows-Megatron        | 1:10,654                  | 243,451 km/h              | 1:10,781                  | 243,014 km/h              | 13    |
| 14   | Eddie Cheever      | Arrows-Megatron        | 1:11,053                  | 242,084 km/h              | 1:11,310                  | 241,212 km/h              | 14    |
| 15   | Alessandro Nannini | Minardi-Motori Moderni | 1:13,737                  | 233,272 km/h              | 1:12,293                  | 237,932 km/h              | 15    |
| 16   | René Arnoux        | Ligier-Megatron        | 1:12,503                  | 237,243 km/h              | 1:12,402                  | 237,574 km/h              | 16    |
| 17   | Martin Brundle     | Zakspeed               | 1:12,852                  | 236,106 km/h              | 1:12,632                  | 236,821 km/h              | 17    |
| 18   | Christian Danner   | Zakspeed               | 1:15,833                  | 226,825 km/h              | 1:13,337                  | 234,545 km/h              | 18    |
| 19   | Piercarlo Ghinzani | Ligier-Megatron        | 1:13,381                  | 234,404 km/h              | keine Zeit                | –                         | DSQ   |
| 20   | Adrián Campos      | Minardi-Motori Moderni | 1:15,719                  | 227,166 km/h              | 1:13,793                  | 233,095 km/h              | 19    |
| 21   | Alex Caffi         | Osella-Alfa Romeo      | 1:18,495                  | 219,132 km/h              | 1:15,558                  | 227,650 km/h              | 20    |
| 22   | Philippe Alliot    | Lola-Ford              | 1:16,770                  | 224,056 km/h              | 1:15,868                  | 226,720 km/h              | 21    |
| 23   | Philippe Streiff   | Tyrrell-Ford           | 1:17,208                  | 222,785 km/h              | 1:16,524                  | 224,777 km/h              | 22    |
| 24   | Jonathan Palmer    | Tyrrell-Ford           | 1:16,644                  | 224,425 km/h              | 1:17,105                  | 223,083 km/h              | 23    |
| 25   | Ivan Capelli       | March-Ford             | 1:17,122                  | 223,034 km/h              | 1:16,692                  | 224,284 km/h              | 24    |
| 26   | Pascal Fabre       | AGS-Ford               | 1:19,163                  | 217,283 km/h              | 1:18,237                  | 219,855 km/h              | 25    |

### Rennen
| Pos. | Fahrer             | Konstrukteur           | Runden | Stopps | Zeit        | Start | Schnellste Runde |
| ---- | ------------------ | ---------------------- | ------ | ------ | ----------- | ----- | ---------------- |
| 01   | Nigel Mansell      | Williams-Honda         | 65     | 1      | 1:19:11,780 | 02    | 1:09,832         |
| 02   | Nelson Piquet      | Williams-Honda         | 65     | 0      | + 1,918     | 01    | 1:10,632         |
| 03   | Ayrton Senna       | Lotus-Honda            | 64     | 0      | + 1 Runde   | 03    | 1:11,605         |
| 04   | Satoru Nakajima    | Lotus-Honda            | 63     | 0      | + 2 Runden  | 12    | 1:13,780         |
| 05   | Derek Warwick      | Arrows-Megatron        | 63     | 0      | + 2 Runden  | 13    | 1:14,210         |
| 06   | Teo Fabi           | Benetton-Ford          | 63     | 0      | + 2 Runden  | 06    | 1:13,885         |
| 07   | Thierry Boutsen    | Benetton-Ford          | 62     | 1      | + 3 Runden  | 05    | 1:14,162         |
| 08   | Jonathan Palmer    | Tyrrell-Ford           | 60     | 0      | + 5 Runden  | 23    | 1:18,543         |
| 09   | Pascal Fabre       | AGS-Ford               | 59     | 0      | + 6 Runden  | 25    | 1:19,784         |
| –    | Philippe Streiff   | Tyrrell-Ford           | 57     | 0      | DNF         | 22    | 1:18,745         |
| –    | Martin Brundle     | Zakspeed               | 54     | 2      | NC          | 17    | 1:14,102         |
| –    | Alain Prost        | McLaren-TAG-Porsche    | 53     | 1      | DNF         | 04    | 1:13,346         |
| –    | Michele Alboreto   | Ferrari                | 52     | 0      | DNF         | 07    | 1:12,846         |
| –    | Eddie Cheever      | Arrows-Megatron        | 45     | 0      | DNF         | 14    | 1:14,346         |
| –    | Adrián Campos      | Minardi-Motori Moderni | 34     | 0      | DNF         | 19    | 1:18,859         |
| –    | Alex Caffi         | Osella-Alfa Romeo      | 32     | 0      | DNF         | 20    | 1:17,347         |
| –    | Christian Danner   | Zakspeed               | 32     | 0      | DNF         | 18    | 1:19,848         |
| –    | Riccardo Patrese   | Brabham-BMW            | 28     | 0      | DNF         | 11    | 1:14,814         |
| –    | Stefan Johansson   | McLaren-TAG-Porsche    | 18     | 0      | DNF         | 10    | 1:14,380         |
| –    | Alessandro Nannini | Minardi-Motori Moderni | 10     | 0      | DNF         | 15    | 1:17,383         |
| –    | Andrea de Cesaris  | Brabham-BMW            | 8      | 0      | DNF         | 09    | 1:15,401         |
| –    | Gerhard Berger     | Ferrari                | 7      | 0      | DNF         | 08    | 1:14,879         |
| –    | Philippe Alliot    | Lola-Ford              | 7      | 0      | DNF         | 21    | 1:18,924         |
| –    | René Arnoux        | Ligier-Megatron        | 3      | 0      | DNF         | 16    | 1:17,552         |
| –    | Ivan Capelli       | March-Ford             | 3      | 0      | DNF         | 24    | 1:18,999         |

## WM-Stände nach dem Rennen
Die ersten sechs des Rennens bekamen 9, 6, 4, 3, 2 bzw. 1 Punkt(e).  In der Fahrerwertung wurden die besten elf Resultate, in der Konstrukteurswertung alle Resultate gewertet.

### Fahrerwertung
| Pos. | Fahrer            | Konstrukteur        | Punkte |
| ---- | ----------------- | ------------------- | ------ |
| 01   | Ayrton Senna      | Lotus-Honda         | 31     |
| 02   | Nigel Mansell     | Williams-Honda      | 30     |
| 03   | Nelson Piquet     | Williams-Honda      | 30     |
| 04   | Alain Prost       | McLaren-TAG-Porsche | 26     |
| 05   | Stefan Johansson  | McLaren-TAG-Porsche | 13     |
| 06   | Gerhard Berger    | Ferrari             | 9      |
| 07   | Michele Alboreto  | Ferrari             | 8      |
| 08   | Satoru Nakajima   | Lotus-Honda         | 6      |
| 09   | Andrea de Cesaris | Brabham-BMW         | 4      |
| 10   | Eddie Cheever     | Arrows-Megatron     | 4      |
| 11   | Teo Fabi          | Benetton-Ford       | 3      |
| 12   | Thierry Boutsen   | Benetton-Ford       | 2      |
| 13   | Martin Brundle    | Zakspeed            | 2      |
| 14   | Jonathan Palmer   | Tyrrell-Ford        | 2      |

| Pos. | Fahrer             | Konstrukteur           | Punkte |
| ---- | ------------------ | ---------------------- | ------ |
| 15   | Derek Warwick      | Arrows-Megatron        | 2      |
| 16   | René Arnoux        | Ligier-Megatron        | 1      |
| 17   | Ivan Capelli       | March-Ford             | 1      |
| 18   | Philippe Streiff   | Tyrrell-Ford           | 1      |
| 19   | Christian Danner   | Zakspeed               | 0      |
| 20   | Piercarlo Ghinzani | Ligier-Megatron        | 0      |
| 21   | Philippe Alliot    | Lola-Ford              | 0      |
| 22   | Riccardo Patrese   | Brabham-BMW            | 0      |
| 23   | Pascal Fabre       | AGS-Ford               | 0      |
| 24   | Alex Caffi         | Osella-Alfa Romeo      | 0      |
| –    | Alessandro Nannini | Minardi-Motori Moderni | 0      |
| –    | Adrián Campos      | Minardi-Motori Moderni | 0      |
| –    | Gabriele Tarquini  | Osella-Alfa Romeo      | 0      |

### Konstrukteurswertung
| Pos. | Konstrukteur        | Punkte |
| ---- | ------------------- | ------ |
| 01   | Williams-Honda      | 60     |
| 02   | McLaren-TAG-Porsche | 39     |
| 03   | Lotus-Honda         | 37     |
| 04   | Ferrari             | 17     |
| 05   | Arrows-Megatron     | 6      |
| 06   | Benetton-Ford       | 5      |
| 07   | Brabham-BMW         | 4      |
| 08   | Tyrrell-Ford        | 3      |

| Pos. | Konstrukteur           | Punkte |
| ---- | ---------------------- | ------ |
| 09   | Zakspeed               | 2      |
| 10   | Ligier-Megatron        | 1      |
| 11   | March-Ford             | 1      |
| 12   | Lola-Ford              | 0      |
| 13   | AGS-Ford               | 0      |
| 14   | Osella-Alfa Romeo      | 0      |
| –    | Minardi-Motori Moderni | 0      |